# Louis Seguin (écrivain)
Pour les articles homonymes, voir Louis Seguin et Seguin.
Louis Seguin est un écrivain et critique de cinéma français né le 18 juin 1929 à Neuilly-sur-Seine et mort le 10 janvier 2008 à Boulogne-sur-Mer.

## Biographie
Lors de son séjour au sanatorium universitaire de Saint-Hilaire du Touvet alors qu'il est étudiant en philosophie, il rencontre Roger Tailleur et Michel Perez, avec lesquels il fonde en 1952 une publication ronéotypée intitulée Séquences qui séduit Bernard Chardère. Celui-ci les intègre aussitôt à l'équipe de Positif.
Louis Seguin a longtemps été l'un des principaux collaborateurs de cette revue au comité de rédaction de laquelle il a appartenu de 1953 à 1978. 
À partir de 1970, il écrit dans La Quinzaine littéraire, sur le cinéma, la peinture et la philosophie. Puis il collabore aux revues Théâtre/Public et Trafic, ainsi qu'à la publication alternative Ça presse animée par Max Schœndorff. 
Bibliothécaire, il a dirigé la bibliothèque municipale de Metz, puis celle de Boulogne-sur-Mer à partir de 1959, jusqu'à son admission à la retraite en qualité de conservateur général des bibliothèques.
Il a signé, en 1960, le Manifeste des 121, titré « Déclaration sur le droit à l’insoumission dans la guerre d’Algérie ».
Louis Seguin est l'auteur de deux courts métrages : Combat de coqs, écrit et réalisé avec Ado Kyrou en 1961, et Une mauvaise nuit, réalisé en 1962, avec à nouveau la collaboration d'Ado Kyrou, interprété notamment par Roger Coggio et Évelyne Rey.

## Publications
- Petite histoire de la bibliothèque municipale, plaquette éditée par la ville de Boulogne-sur-Mer pour l'inauguration du bâtiment, 1975
- Le sadisme au cinéma (sous le pseudonyme de Georges de Coulteray), Terrain Vague, 1964
- Une critique dispersée, 10/18, Union générale d'éditions, 1976,  (ISBN 2264000260)
- « Ado Kyrou : Surréalisme, cinéma », in Surréalistes grecs, Éditions du Centre Pompidou (Cahiers pour un temps), 1991
- Jean-Marie Straub - Danièle Huillet. Aux distraitement désespérés que nous sommes, Ombres, 1991 ; nouvelle édition augmentée, Petite bibliothèque des Cahiers du cinéma, 2007,  (ISBN 2-86642-469-7)
- Viv(r)e le cinéma de Roger Tailleur, édition Louis Seguin et Michel Ciment, Institut Lumière, Actes Sud, 1997,  (ISBN 2-7427-1362-X)
- L'Espace du cinéma. Hors-champ, hors-d'œuvre, hors-jeu, Ombres, Toulouse, 1999,  (ISBN 2841421066)
- Pourquoi pleure-t-elle ?, URDLA, Villeurbanne, 2001,  (ISBN 2951521723)
- Max Schoendorff, avec Claude Ritschard, Fosse aux ours, Lyon, 2008,  (ISBN 9782912042958)

## Apparitions au cinéma
- 1994 : JLG/JLG, autoportrait de décembre de Jean-Luc Godard
- 2002 : Un petit cas de conscience de Marie-Claude Treilhou : un des fils de Margot
- 2004 : À vot' bon cœur de Paul Vecchiali : un voyou